# Mount Chittenden
Der Mount Chittenden ist ein Berg im Yellowstone-Nationalpark im nordwestlichen Teil des US-Bundesstaates Wyoming. Sein Gipfel hat eine Höhe von 3102 m. Er befindet sich wenige Kilometer östlich des Yellowstone Lake, bildet die Grenze des Parks zum Shoshone National Forest und ist Teil der Absaroka-Bergkette in den Rocky Mountains.
Der Gipfel wurde von Henry Gannett während des Hayden Geological Survey von 1878 nach George B. Chittenden benannt. Chittenden war Mitglied des Geological Survey, das mit Gannett, Hayden und anderen Teilnehmern an Untersuchungen in Montana, Idaho und Wyoming zusammengearbeitet hatte. Chittenden nahm jedoch nie an einer der Yellowstone-Expeditionen teil.

## Belege
1. ↑  Mount Chittenden - Peakbagger.com. Abgerufen am 19. Dezember 2020.
2. ↑  Mount Chittenden. Abgerufen am 19. Dezember 2020 (englisch).